# 免疫抑制剤
免疫抑制剤（めんえきよくせいざい、英: Immunosuppressive drugあるいはimmunosuppressantなど）は、免疫系の活動を抑制ないし阻害するために用いる薬剤。免疫反応の中心的な役割を果たす細胞の働きや増殖などを抑え、免疫作用を抑制する薬。体内で起こっている免疫反応を抑える薬。免疫抑制薬とも。
臨床的には以下のような場合に用いられる。
- 移植した臓器や組織（骨髄、心臓、腎臓、肝臓など）に対する拒絶反応の抑制[1]
- 自己免疫疾患[1] やそれによると推定される疾患（関節リウマチ、重症筋無力症、全身性エリテマトーデス、クローン病、潰瘍性大腸炎など）の治療
- 自己免疫とは関係ない炎症性の疾患の治療（アレルギー性喘息の長期的抑制など）[3]

副作用や危険性のない免疫抑制剤は存在しない。大部分のものは治療対象以外にも非選択的に作用してしまうために免疫系が正常に機能しなくなり、治療対象以外の感染や悪性新生物の拡大をもうまく抑えることができなくなる。高血圧、異脂肪血症、高血糖、消化性潰瘍、肝臓や腎臓の機能障害などの副作用もある。さらに免疫抑制剤は他の薬剤の代謝や作用にまで影響することがある。

## 免疫抑制剤の使用の理論背景

### 固形臓器移植における拒絶反応の予防
ドナーの固形臓器をレシピエントに移植すると、拒絶反応がおこる。拒絶反応には超急性拒絶、急性拒絶、慢性拒絶の3つに分かれる。これらは異なるメカニズムで起こると考えられ、そのマネジメントも大きく異なる。移植に関しては移植 (医療)に詳しい。免疫抑制剤は急性拒絶の予防に用いられる。
超急性拒絶
超急性拒絶はレシピエントの既存抗HLA抗体をはじめとした、種特異的自然抗体による液性免疫によると考えられている。移植後24時間以内に発症し、血栓形成などがおこり臓器虚血に至る。この過程は既存の液性免疫によるものであるため、免疫抑制剤で抑制を行うことができない。血液型の適合で可能な限り予防を行う。超急性拒絶が起こった場合は速やかに移植臓器を摘出する。
急性拒絶
移植後1週間より3か月位でおきる拒絶反応である。液性免疫、細胞性免疫の両方が存在するが、おもに問題となるのは細胞性免疫である。ドナー臓器のMHC classII抗原による抗原提示によって細胞性免疫が駆動される。これを防止する目的で移植後は免疫抑制剤の投与を行う。腎移植ではこの反応がおこると腎腫大が起こるのが目安となる。予防できなかった場合は免疫抑制剤の増量を行う。免疫抑制が十分でない場合は急性液性拒絶が起こるといわれている。
慢性拒絶
移植後3ヶ月後以降に起こってくる。体液性免疫の影響と考えられているが病態は不明である。一般的な免疫抑制剤は無効であり、発症したら再移植が検討される。腎移植の場合は腎萎縮が起こることが目安とされている。副刺激の除去といった新しい免疫抑制剤は慢性拒絶の治療を目標としている。

### 造血幹細胞移植、骨髄移植によるGVHD対策
移植片対宿主病(GVHD)とはドナー由来の免疫細胞が宿主を異物とみなす病態である。平たく言えば、造血幹細胞における拒絶反応である。一般的な移植後の拒絶とは宿主の免疫細胞が移植片を異物とみなすという点で異なる。具体的な症状、マネジメントも下記に示すように異なる。
急性GVHD
移植後100日以内に発症するGVHDである。骨髄破壊的な移植を行った場合は移植後2～3週間後に好発し、60日以内の発症の場合が多いが、骨髄非破壊的なミニ移植の場合は60日以降の発症も珍しくない。皮膚症状が初発となることが多いが、おもな障害臓器は皮膚、消化管、肝臓である。重症度は皮疹の広がり、下痢の量、ビリルビン値の上昇により、重症度は決定される。少なくとも一つの臓器障害が48時間以上持続し、他の原因疾患が否定されたとき急性GVHDと診断をすることができる。重要な鑑別として血栓性微小血管症（TMA）があげられる。予防のため、免疫抑制剤の投与を通常は受けているが、それでも一定の確率で発症する。通常、骨髄移植ではHLAのマッチングが行われているため、マイナーなHLA不適合によっておこると考えられている。治療はステロイドの投与である。
慢性GVHD
移植後100日以降に発症したGVHDを慢性GVHDという。発症時期によって区別されているが、急性GVHDとは異なる病態が考えられている。急性GVHDと比較してより多くの臓器を障害を受けること、しばしば自己免疫疾患に類似した病態となるのが特徴である。急性GVHDは移植片中の成熟T細胞が関与するのに対して、慢性GVHDは移植された造血幹細胞から分化、成熟したT細胞が関与すると考えられている。限局した軽い症状のみの慢性GVHDはステロイド外用などの局所療法で対応可能であるが、多くの臓器に障害が生じている場合や単一臓器でも重篤な障害を有する場合は全身的免疫抑制療法の適応となる。

### 自己免疫疾患
自己免疫性疾患は不適切な免疫反応であるのでアレルギーのクームスの分類に従って分類される。様々なメカニズムによって発生するため、一概には言えないが、免疫系が自己抗原を外来のものと間違えて認識し、慢性炎症の経過をとることが多い（I型以外の機序でおこる）。これらは免疫寛容の破綻と考えられ、中枢性寛容と末梢性寛容の両方の崩壊が起こっている。
中枢性寛容とは胸腺や骨髄でTおよびB細胞が前駆細胞から分化する間に特定の自己反応性T細胞、自己反応性B細胞クローンが除去されることをいう。胸腺と骨髄に体内全ての抗原が存在するわけではないので中枢性寛容のみでは免疫寛容は不完全である。
末梢性寛容はFas-Fasリガンドを介したアポトーシスによる自己反応性T細胞の除去、サプレッサーT細胞の活性化、あるいは副刺激シグナルの非存在下での抗原提示によるT細胞アネルギーの誘導によっておこる。
これらの破綻によって、II型アレルギー、IV型アレルギーによる組織障害や、III型アレルギーによる血管炎が起こると考えられている。自己免疫性疾患に対する薬物療法において、その発症の生物学的機序を阻害するような優れた選択性をもつものはまだ存在しない。現在使用されている薬物のほとんどが特定の病態生理を標的にするというよりはむしろ全般的な免疫抑制を起こすものであるからである。

## 免疫抑制の方法
2007年現在、ヒトにおける免疫抑制の方法論は研究レベルのものを含めて以下のものが知られている。このうちイムノフィリンに作用する薬剤（シクロスポリンやタクロリムス水和物）は比較的選択的に作用する。
炎症を調節する遺伝子の発現の抑制
糖質コルチコイドがこれに含まれる。
増殖したリンパ球を減少させる細胞傷害性薬物の使用
細胞障害性（細胞毒性）薬は化学療法で用いる代謝拮抗薬(メトトレキセートなど)とアルキル化薬(シクロフォスファミド)が該当する。:化学療法の際に用いるよりも低用量では免疫抑制薬としてふるまうということである。細胞成長抑止薬ともいう。Bリンパ球に対する抗体医薬品であるリツキシマブもこの群に含まれる。
リンパ球の活性化と増殖を阻止するためのリンパ球細胞内シグナル伝達の阻害
免疫抑制薬としては主流なものがここに含まれる。イムノフィリンに作用する薬剤（シクロスポリンやタクロリムス水和物）、mTOR阻害剤であるシロリムス、エベロリムス、JAK阻害剤であるトファシチニブなどが含まれる。特異的シグナル伝達阻害薬ともいう。
免疫反応の伝達に不可欠なサイトカインの活性中和
サイトカイン阻害薬ともいう。TNF-α阻害薬・抗IL-6抗体などは有名である。
免疫系にかかわる特定の細胞を除去する抗体の使用
抗胸腺細胞グロブリンやIL-2受容体(CD25)抗体が知られている。
アネルギーを誘導するための副刺激の阻害
副刺激としてのCD40LやCTLA-4(オレンシア)を阻害する。
炎症細胞の局在化をふせぐための細胞接着の阻止
研究段階である。

## 糖質コルチコイド
薬理量（超生理量）の糖質コルチコイドは、アレルギー性、炎症性、自己免疫性の異常を抑制するのに使われるが、移植後免疫抑制剤として急性拒絶反応や移植片対宿主病を予防するためにも投与される。しかしながら、糖質コルチコイドは感染を予防しないし、組織修復も抑制してしまう。

### 免疫抑制機構
糖質コルチコイドは細胞性免疫を抑制する。インターロイキン（IL-1, IL-2, IL-3, IL-4, IL-5, IL-6, IL-8）やTNF-βなどのサイトカイン遺伝子を抑制することで働き、このうち最も重要なのがIL-2である。サイトカイン産生が減ることで、T細胞の増殖が抑えられる。またB細胞のIL-2およびIL-2受容体の発現量を減らすことで液性免疫も抑制する。これによりB細胞の増殖と抗体産生の両方が低下する。

### 抗炎症効果
糖質コルチコイドは、その原因が何であれ、全ての炎症反応に影響する。転写因子を調節することでlipocortin-1 (annexin-1) 合成を誘導し、これが細胞膜に結合することで、ホスホリパーゼA2とその基質であるアラキドン酸とが結合するのを阻害する。これによってエイコサノイド産生が低下する。シクロオキシゲナーゼ（COX-1とCOX-2の両方）の発現も抑制され、抗炎症効果が増す。
糖質コルチコイドはlipocortin-1を細胞外に漏出させ、それが白血球膜受容体と結合することで、上皮細胞接着、遊出、走化性、食作用、呼吸性バースト、好中球、マクロファージ、マスト細胞からの様々な炎症伝達物質（リソソームの酵素、サイトカイン、組織プラスミノーゲン活性化因子(tPA)、ケモカインなど）の放出などを抑制する。特に重要なサイトカインとしては腫瘍壊死因子α、インターロイキン1、インターロイキン4などである。
臨床的には好中球遊走能が低下し、末梢血白血球の見かけ上の上昇、一般化膿菌や真菌に対する免疫の低下がおこるをはじめとした、免疫抑制がおこることが重要である。

## 細胞毒性薬
細胞毒性薬は細胞分裂を阻害する。免疫抑制薬としてはでは悪性疾患（がん）の治療のときよりも少量を用いる。これはT細胞とB細胞の増殖に影響する。有効性の高さから、プリンアナログが頻繁に投与される。化学療法の項にあるがんの化学療法についても参考になる。

### 代謝拮抗剤
代謝拮抗剤は核酸合成に干渉する。

#### アザチオプリン・メルカプトプリン
概略
アザチオプリン（AZA）はプリンアナログの前駆物質である。移植臓器の生着期間を延長させる効果があるといわれている。しかし腎臓の移植の場合はミコフェノール酸モフェチルほど有効ではないとされている。また炎症性腸疾患の治療薬として用いられる。免疫応答誘導期における白血球のクローン性増殖を阻害するため、細胞性免疫と液性免疫の両方に効果を及ぼす。
アザチオプリンは免疫抑制性細胞毒性物質の主たるものである。酵素を介さずにメルカプトプリンを生じ、これがプリン類似体としてDNA合成を阻害する。メルカプトプリンを直接投与することもできる。
NUDT15遺伝子codon139の遺伝子多型を調べることで白血球減少症や脱毛などの副作用のリスクを評価できる。しかしNUDT15遺伝子codon139の遺伝子多型では肝障害のリスクは予見できない。妊娠中でも必要があれば使用することが認められている薬剤の一つである。
投与方法
アザチオプリンの免疫疾患の治療での投与方法を述べる。50～150mg/dayで投与される。有効性が発揮されるのは数週間を要するとされるがこれは活性代謝物が細胞内にゆっくり蓄積するためと考えられている。最も多い副作用は嘔気、下痢などの消化管障害である。消化管障害の副作用のため投与開始後6ヶ月で15～30％が投与中止になる。その他に骨髄抑制、皮疹、膵炎、肝障害が起こり得る。キサンチンオキシダーゼ阻害薬であるアロプリノールやフェブキソスタットの併用は重篤な血球減少症を引き起こす可能性があるため避けた方がよい。

#### メトトレキサート
メトトレキサート（MTX）は葉酸類似体である。ジヒドロ葉酸還元酵素に結合して葉酸の合成を阻害する葉酸代謝拮抗薬である。細胞増殖に必須である核酸合成にかかわる酵素を阻害することでリンパ球などの炎症細胞を抑制すると考えられている。抗炎症作用をもつアデノシン濃度を上昇させることも自己免疫性疾患の治療効果になると考えられている。極めて多目的な薬物であり関節リウマチ、乾癬の治療、移植片宿主病の予防にも用いられている。
MTXはプロドラッグであり細胞内でポリグルタミン化されて、MTX-PGを形成する。MTX-PGは主にプリン合成阻害とアデノシン蓄積促進を介して抗炎症効果や免疫修飾効果を発揮する。MTXの血中半減期は3～6時間と短く、細胞内MTX-PGの半減期は30～60日と長い。MTXの開始から効果発現まで数ヶ月かかり、MTXを1～2週間休薬しても臨床効果が急激に消失しないことから有効性は細胞内MTX-PG濃度と相関すると考えられている。
MTXの構造は葉酸に類似して葉酸代謝拮抗作用をもつ。用量依存性副作用の多くはこの拮抗作用と関連している。用量依存性の副作用には口腔内アフタ、悪心・嘔気、肝機能障害、大球性貧血などある。この副作用は血中MTX暴露時間に相関する。そのためMTXは週に1回定められた曜日の朝食後に服薬する。悪心などの消化器症状が懸念される場合は朝夕食後に二分割して服薬する。MTX最終投与の48時間後に葉酸5mgを投与し副作用を予防する。海外では葉酸1～2mgを連日投与することもある。用量非依存性副作用としてMTX肺炎や汎血球減少症などがある。MTX肺炎にはステロイド投与、重篤な血球減少ではロイコボリンレスキューが行われることがある。
またMTXは胸水や腹水に蓄積するため胸水や腹水のある患者では副作用のリスクが高まる。またMTXは腎排出であるため腎機能低下例では慎重に投与し、クレアチニンクリアランスが30ml/minを下回る例では使用を避けたほうがよい。
MTXは中枢神経系でメチオニンの合成を阻害し白質脳症をおこす。MTX脳症と呼ばれ、急性から亜急性の経過の場合は投与中止で速やかに軽快する。ロイコボリンレスキューが有効という報告もある。遅発性に散在性壊死性白質脳症をおこすこともある。
ロイコボリンレスキューでは副作用が改善するまでロイコボリン10mgを6時間毎に投与する。ロイコボリンの1日投与量の目安はMTX投与量の3倍である。

#### ミコフェノール酸とミコフェノール酸モフェチル
ミコフェノール酸はグアノシン産生の律速酵素であるイノシン1リン酸デヒドロゲナーゼ（IMPDH）の阻害薬である。ヒトの他の細胞種と対比して、BおよびTリンパ球はこの経路に強く依存している。経口摂取では生物学的利用率が低いという理由から通常プロドラッグであるミコフェノール酸モフェチルが利用される。ミコフェノール酸モフェチルの作用は以下の4つにまとめることができる。それは、リンパ球の増殖抑制、接着分子の発現抑制、好中球によるNO合成の抑制、慢性同種移植片拒絶における平滑筋細胞の抑制である。リンパ球毒性の選択性の理由は以下の2点にで説明されている。それはリンパ球はプリン代謝をde novo経路に依存しているが、その他の細胞ではサルベージ経路に依存しているという点、IMPDHにはI型とII型のふたつのアイソザイムが知られ、ミコフェノール酸モフェチルはリンパ球で多く発現しているII型を優先的に阻害する。いずれにせよ、ミコフェノール酸はアザチオプリンといった古い代謝拮抗薬に比べ、腎移植による急性拒絶の予防には有効であるというエビデンスがあり、その目的でつかわれることが多い。症例報告レベルでは関節リウマチの治療で用いると、リウマトイド因子、免疫グロブリン、T細胞数が減少する、重症筋無力症、乾癬、自己免疫性溶血性貧血、炎症性腸疾患に効果があったとされている。ほかにはHIV、EBVの治療に使えるという仮説もある。
用量依存性の下痢と血球減少症が注意するべき副作用である。成人では1回250mgを1日2回の合計1日500mgから徐々に増量し1回1000mgを1日2回の合計2000mgまで増量することが多い。他剤との相互作用が非常に多い。ミコフェノール酸モフェチルの作用を増強させるものとしてはアザチオプリン、アシクロビル、バラシクロビル、ガンシクロビル、バルガンシクロビルなどがある。ミコフェノール酸モフェチルの作用を減弱させるものとしてはシクロスポリン、コレスチラミン、コレスチミド、マグネシウムやアルミニウム含有剤、ランソプラゾール、セベラマー、シプロフロキサシン、アモキシシリン、リファンピシンなどがあげられる。併用禁忌は生ワクチンである。

#### ミゾリビン
1973年に八丈島の土壌中の糸状菌Eupenicillium brefeldianumの培養液から精製された。ミコフェノール酸モフェチルと同様にIMPDHを阻害する。重大な副作用が少なく安全な免疫抑制剤である。タクロリムスやメソトレキセートとの併用による有効性が多く報告されている。消化器症状や皮膚過敏症、高尿酸血症の副作用が報告されている。50mgを1日3回投与よりも150mgを1日1回投与の方が効果的と考えられている。併用禁忌は生ワクチンであるが、その他に併用禁忌薬や併用注意薬はない。

#### レフルノミド
レフルノミドはピリミジン合成の阻害薬でジヒドロオロト酸デヒドロゲナーゼ(DHOD)を抑制することで、UMPの合成を阻害する。関節リウマチ、多発血管炎性肉芽腫症、SLE、重症筋無力症、GVHDに効果があるといわれている。問題となる有害作用として下痢と可逆的な脱毛があげられる。これは腸肝循環にて薬剤の効果が遷延するためと考えられており、コレスチラミンの投与で予防可能である。コレスチラミンは胆汁酸と結合し、腸肝循環を阻害する。

### 細胞障害性抗生物質
ダクチノマイシンがもっとも重要である。腎移植で使われる。それ以外にはアントラサイクリン、マイトマイシンC、ブレオマイシン、ミトラマイシンなどがある。

### アルキル化剤
シクロフォスファミド（エンドキサン）は免疫抑制薬として用いられる数少ないアルキル化薬である。免疫抑制薬として非常に有名であるが、B細胞の増殖に対して、作用しT細胞の反応を高めることもあるため、用途としては液性免疫の疾患に限定される。SLE、皮膚筋炎、多発血管炎性肉芽腫症などでしばしば用いられる。この薬の二次性発がん予防にメスナが有効である。
ニトロソウレア、白金化合物などももちいられることがある。

### 微小管合成阻害剤
- コルヒチン・ビンブラスチンは、細胞骨格における微小管[6] のチューブリンに結合し、好中球の遊走や、細胞分裂を阻害する。コルヒチンは痛風発作、自己炎症性症候群である家族性地中海熱に用いられる。

## 特異的リンパ球シグナル伝達阻害薬
これらは抗生物質としてスクリーニングされ開発された。イムノフィリンに作用する薬剤ともいわれている。

### シクロスポリン(CsA)
概略
シクロスポリン（ネオーラル）はタクロリムスとともにカルシニューリン阻害剤 (calcineurin inhibitor) である。1976年、シクロスポリンがT細胞を介する免疫の特異的阻害物質であるということが発見された。1983年から用いられており、最も広く使われている免疫抑制剤のひとつである。これは11残基からなる真菌環状ポリペプチドである。
シクロスポリンは免疫応答性リンパ球（特にT細胞）の細胞質タンパク質であるシクロフィリン（イムノフィリンの一種）に結合すると考えられている。シクロスポリンとシクロフィリンの複合体は、通常条件ではIL-2の転写を誘導する転写因子であるNFATを活性化させるカルシニューリンとカルモジュリン、カルシウムイオンの相互作用を阻害する。その結果、IL-2の産出を阻害する。またリンフォカイン産生やインターロイキン放出を抑制し、エフェクターT細胞の機能を抑える。
日本では内服薬が乾癬やアトピー性皮膚炎にも適応症として認可されている。
シクロスポリンは急性拒絶反応への処置に用いられるが、腎毒性があるため長期間の使用には注意を要する。その他の副作用として高血圧、多毛、神経毒性、肝毒性がある。
サンディミュンとネオーラルという商品が知られている。サンディミュンはその作用に疎水性シクロスポリンAを胆汁酸によって乳化する必要があり、食事内容や服薬時間、胆汁酸の分泌量の影響により吸収率が不安定である。ネオーラルは界面活性剤などを配合したマイクロエマルジョン化されており吸収効率が比較的安定である。腎毒性は短期的には輸入細動脈の血管収縮が一因であり、減量もしくは中止によって可逆的に腎機能は回復する。腎障害の程度は投与量と暴露期間に関連する。血管内皮への毒性があり、神経ベーチェット病の急性発作、強皮症腎クリーゼ、血栓性微小血管障害、可逆性後頭葉白質脳症との関連が報告されている。神経毒性は振戦、頭痛、末梢神経障害、痙攣がある。シクロスポリンよりタクロリムスの方が神経障害は起こりやすい。外用薬を除くタクロリムス、ピタバスタチン、ロスバスタチン、ボセンタン、アリスキレン、プロテアーゼ阻害の抗ウイルス薬、生ワクチン投与中は投与禁忌である。マクロライド系抗生物質、アズノール系抗真菌薬、カルシウムチャネル拮抗薬、グレープフルーツジュースはシクロスポリン濃度を高める。またカルバマゼピン、フェノバルビタール、フェニトイン、リファンピシンはシクロスポリン濃度を低下させる。
投与方法
免疫疾患の治療での投与方法を述べる。シクロスポリンの有効性は血中濃度のピーク値とトラフ値の両方が関係しており、安全性はトラフ値に関係している。急性病態に対する比較的比較的短期的な使用であれば、移植領域に匹敵する十分量投与を考慮すべきであり、5～6mg/kg/dayを分1または分2で開始する。シクロスポリンの半減期は5～18時間である。数日で血中濃度を測定し、血清ピーク値1,000ng/ml、トラフ値200～300ng/mlが目安になる。症状がコントロールできたら慢性の病態の投与量に漸減する。慢性の病態ではシクロスポリンは2～3mg/kg/dayで開始し、トラフ値が80～150ng/mlに調節すると有害事象の頻度は低く抑えることができる。副作用はタクロリムスと共通するものが多いが多毛と歯肉腫脹はシクロスポリンに特徴的な副作用である。脂質異常症はシクロスポリンに多く、耐糖能障害と胃腸障害はタクロリムスに多い。

### タクロリムス
概略
タクロリムス（プログラフ、グラセプターPrograf, 開発コードネーム: FK506）は細菌Streptomyces tsukubaensisの生産物である。マクロライドラクトンであり、カルシニューリンを阻害する。筑波（Tsukuba）山中の土壌から発見されたマクロライド（mACROLide）骨格をもつ免疫抑制剤（IMmUnoSuppressant）であることから大文字の部分を用いてTACROLIMUSと命名された。日本で開発された免疫抑制剤である。
シクロスポリンよりもさらに強力な免疫抑制薬であり、シクロスポリンと同じような機序によって免疫を抑制する。FK結合蛋白依存性にIL-2の転写因子であるNFATを活性化させるカルシニューリンとカルモジュリン、カルシウムイオンの相互作用を阻害する。シクロスポリン同様に腎毒性がある。移植のための免疫抑制のほか、アトピー性皮膚炎の局所外用薬としても用いられる。これは顔面には強力なステロイドが使えないため、用いるもので、外用薬自体の全身での免疫抑制効果は低いといわれている。
この薬剤は、心臓、肺、心肺同時移植に用いる病院もあるが、特に肝臓や腎臓の移植に用いられる。腎毒性は短期的には輸入細動脈の血管収縮が一因であり、減量もしくは中止によって可逆的に腎機能は回復する。腎障害の程度は投与量と暴露期間に関連する。血管内皮への毒性があり、神経ベーチェット病の急性発作、強皮症腎クリーゼ、血栓性微小血管障害、可逆性後頭葉白質脳症との関連が報告されている。神経毒性は振戦、頭痛、末梢神経障害、痙攣がある。シクロスポリンよりタクロリムスの方が神経障害は起こりやすい。妊婦、外用以外のシクロスポリン、ボセンタン、K保持性利尿薬、生ワクチン投与中は使用禁忌である。マクロライド系抗生物質、アズノール系抗真菌薬、カルシウムチャネル拮抗薬、プロテアーゼ阻害薬、ブロモクリプチン、ダナゾール、エチニルエストラジオール、オメプラゾール、ランソプラゾール、トフィソパム、アミオダロンはタクロリムス濃度を高める。カルバマゼピンやフェノバルビタールやフェニトインといった抗てんかん薬やリファンピシン、リファブチンはタクロリムス濃度を低下させる。
投与方法
免疫疾患の治療での投与方法を述べる。タクロリムスの有効性も安全性もトラフ値が関係している。急性病態に対する比較的比較的短期的な使用であれば、移植領域に匹敵する十分量投与を考慮すべきであり、0.1mg/kg/day以上の投与が必要である。タクロリムスの半減期は35時間であるため通常は分1で投与する。数日で血中濃度を測定しトラフ値15～20ng/mlが目安となる。症状がコントロールできたら慢性の病態の投与量に漸減する。慢性の病態ではタクロリムスは0.03～0.06mg/kg/dayで開始し、トラフ値が5～10ng/mlに調節すると有害事象の頻度は低く抑えることができる。タクロリムスの中止理由で最も多いのは胃腸障害である。また耐糖能障害はシクロスポリンより多い。

### シロリムス
シロリムス（Rapamune、別名 ラパマイシン）は放線菌Streptomyces hygroscopicusが生産するマクロライドラクトンである。これは拒絶反応を予防するのに用いられる。タクロリムスの構造類似体ではあるが、やや異なる作用機序、異なる副作用を持つ。
Tリンパ球活性化の最初期に影響するシクロスポリンやタクロリムスとは異なり、シロリムスは第二期、つまりシグナル伝達とクローン性増殖に影響する。タクロリムスと同じ受容体（イムノフィリン）に結合するが、そうしてできる複合体はカルシニューリンではない他のタンパク質(mTOR; mammalian target of rapamycin)を阻害する。したがってシロリムスはシクロスポリンと相乗的に作用し、他の免疫抑制剤と組み合わせることで副作用も少なくなる。Tリンパ球のキナーゼやフォスファターゼを間接的に阻害するため、活性化のためのシグナル伝達と、細胞周期のG1期からS期への移行が阻害される。同様にB細胞が形質細胞に分化するのを妨げ、産生されるIgM、IgG、IgAの量を低下させる。
重要なことは、腎毒性が見られないということである。副作用としては高脂血症、骨髄抑制が見られる。シロリムスを含む薬剤溶出ステント(Drug Eluting Stent; DES)が冠動脈疾患(狭心症、心筋梗塞)に用いられることがある。これは平滑筋の増殖を抑制し、ステントの再狭窄を防止するものである。また肺リンパ脈管筋腫症では、LAM細胞の増殖を抑制する。

### シロリムス誘導体
- テムシロリムス
- エベロリムス

## サイトカイン阻害薬

### TNF結合タンパク質
腫瘍壊死因子(TNF)-α結合タンパク質は、モノクローナル抗体、またはインフリキシマブ infliximab(Remicade (R)), エタネルセプト etanercept(Enbrel (R)), アダリムマブ adalimumab (Humira (R))などのようなTNF-αに結合する循環性受容体であり、IL-1とIL-6の合成誘導やリンパ球活性化分子の接着を妨げる。TNF-αは多くの自己免疫疾患に関連があるとされる物質で、TNF-αの阻害が関節リウマチとクローン病で有効とされている。エタネルセプトとインフリキシマブという薬がある。関節リウマチ、乾癬性関節炎、強直性脊椎炎、クローン病、HIVへの応用は今後も期待される。TNFやTNFの効果は、クルクミン（ターメリックの成分）やカテキン（緑茶成分）などの様々な天然化合物でも抑制される。
こうした薬剤は結核にかかったり、不顕性感染を活性化したりする危険性を高める。インフリキシマブやアダリムマブは、患者が結核に潜伏感染していないか評価し処置を開始してから使うように注意書きがある。

### IL-1阻害薬
関節リウマチの骨びらんの進行を遅らせる可能性がある。

## 抗体
抗体は急性の拒絶反応を防ぐ迅速で有望な免疫抑制法として使われる。

### ポリクローナル抗体
異種性のポリクローナル抗体は、患者の胸腺細胞やリンパ球を注射した動物（ウサギやウマなど）の血漿から得られる。抗リンパ球グロブリン (ALG) や抗胸腺細胞グロブリン (ATG) が使われる。ステロイド耐性の急性拒絶反応や重篤な再生不良性貧血の治療に使われる。しかし基本的には他の免疫抑制剤の量を減らし毒性を抑えるために併用するものである。
ポリクローナル抗体によりTリンパ球が抑制され、補体系およびオプソニン化によるT細胞溶解がおき、それに続いて脾臓・肝臓で循環系からの網内系細胞の除去が起きる。この方法で細胞性免疫の反応による移植片拒絶や遅延型過敏症（つまりツベルクリン反応）、移植片対宿主症(GVHD)などを抑制するが、胸腺依存的な抗体産生に影響が出る。
現在市場には2つの製剤がある。ウマ血清から得られるAtgam (R)とウサギ血清から得られるThymoglobuline (R)である。ポリクローナル抗体は全てのリンパ球に作用し、全般的な免疫抑制を起こすため、移植後リンパ増殖性疾患(PTLD)やサイトメガロウイルスなどによる深刻な感染症を引き起こす可能性がある。こうしたリスクを減らすために、この処置は感染からの適切な隔離が可能な病院で行われる。通常は5日間静脈注射で適切量が投与される。患者は免疫系が血清病の危険がなくなるまで回復するのに3週間ほど病院に留まる。
ポリクローナル抗体の高い免疫原性のため、ほぼ全ての患者はこの処置に対して急性反応を示す。発熱、硬直症状、アナフィラキシーが特徴である。その後の治療中に、血清病や免疫複合体性糸球体腎炎を起こす患者もいる。血清病は治療開始後7から14日後に起こる。患者は発熱、関節痛、紅斑を示し、ステロイドや鎮痛剤で鎮めることができる。蕁麻疹が出ることもある。高度に精製された血清分画と、例えばカルシニューリン阻害剤や細胞成長抑止剤、糖質コルチコイドのような他の免疫抑制剤を併用することでこの毒性を緩和することができる。最もよく使われるのは抗体とシクロスポリンを同時に使用する組み合わせである。患者はこれらの薬剤に対して次第に強い免疫反応を示すようになり、その効果が薄れたりなくなったりする。

### モノクローナル抗体
モノクローナル抗体は特定の抗原に対して作用する。それゆえ副作用はより少ない。特に顕著なものとして、IL-2受容体(CD25)やCD3に対する抗体がある。これらは移植した臓器が拒絶されるのを防ぐために用いられるが、リンパ球の集団構成の変化を追跡するのにも用いられる。将来同様の新薬が期待できる。抗CD25モノクローナル抗体は腎移植の急性拒絶の予防で用いられ、抗CD52モノクローナル抗体はB細胞性の慢性リンパ性白血病の治療薬である。

#### T細胞受容体に対する抗体
OKT3 (R) は現在認可されている唯一の抗CD3抗体である。マウスIgG2aタイプの抗CD3モノクローナル抗体で、全ての分化T細胞にあるT細胞受容体複合体に結合してT細胞の活性化と増殖を抑える。最も効果のある免疫抑制物質のひとつであり、臨床ではステロイドやポリクローナル抗体に耐性の急性拒絶症状を抑えるのに用いられる。ポリクローナル抗体よりも特異的に作用するため、移植において予防的に用いることもある。
OKT3の作用機構はまだ十分には理解されていない。この分子はT細胞受容体複合体のTCR/CD3に結合することがわかっている。最初のうちはこの結合によりT細胞が非特異的に活性化され、30分から60分後に深刻な症状を呈する。その特徴は発熱、筋肉痛、頭痛、関節痛である。心臓血管系や中枢神経系に生命を脅かすほどの反応を起こし長期療養が必要になる例もあった。OKT3はTCR-抗原間の結合を阻み、T細胞表面のTCR/CD3を構造変化させたり完全に除去したりする。これによりおそらく網内系細胞による取り込みが活性化し、T細胞数が減少する。CD3分子へのクロスバインディングは細胞内シグナルをも活性化し、副刺激分子による他のシグナルを受けなければ、T細胞のアネルギーやアポトーシスを誘導する。またCD3抗体は細胞のバランスをTh1からTh2へ移行させる。
したがってOKT3を用いるかどうかを決めるには、大きな効果だけでなく毒性副作用についても考慮する必要がある。そこには過剰な免疫抑制のリスクと、患者が薬剤を中和して効かなくする抗体を産生するリスクがある。CD3抗体はポリクローナル抗体より特異的に作用するとはいえ、細胞性免疫を著しく低下させ、患者が日和見感染や悪性腫瘍にかかりやすくしてしまう。

#### IL-2受容体に対する抗体
IL-2は免疫系を調節する重要な因子であり、活性化したTリンパ球のクローン性増殖や維持に必要である。その効果はα、β、γ鎖からなる三量体細胞表面受容体IL-2aによって仲介される。IL-2a（CD25、T細胞活性化抗原、Tac）はすでに活性化されたTリンパ球のみが発現する。それゆえ、選択的な免疫抑制処置にとって特別な重要性があり、効果的で安全な抗IL-2抗体の開発に焦点を当てて研究が行われてきた。遺伝子組み換え技術を利用してマウスの抗Tac抗体が改変され、1998年にbasiliximab (Simulect (R)) とdaclizumab (Zenapax (R)) という2種のマウス－ヒト・キメラ抗Tac抗体ができた。これらはIL-2a受容体のα鎖に結合し、IL-2に誘導される活性化リンパ球のクローン性増殖を抑え、その生存期間を短縮する。両側腎臓移植後の急性臓器拒絶の予防に用いられ、どちらも同様に効果があり、副作用はわずかである。

## その他
副刺激の阻害や細胞接着の阻害は重要な研究テーマである。

### インターフェロン
インターフェロン(IFN)αは、腎癌・慢性骨髄性白血病・多発性骨髄腫に用いられている。インターフェロンβは、Th1サイトカインの産生と単球の活性化を抑制する。多発性硬化症の進行を遅延させるために使われる。IFN-γはリンパ球のアポトーシスを誘引する。

### ヒドロキシクロロキン
ヒドロキシクロロキンは抗マラリア薬であるが免疫調節薬としても知られている。ヒドロキシクロロキンの免疫調節作用は2つの作用からなる。第一の薬理作用はTLRの機能阻害である。全身性エリテマトーデスにおいてDNA、RNAに対する自己抗体が産出される。これら自己抗体と核酸による免疫複合体はエンドソームにおいてTLRにより認識され、Ⅰ型インターフェロン産出を誘導する。ヒドロキシクロロキンはエンドソームのpHを上昇させることにより、または核酸への直接結合によりTLRの活性化阻害を行う。第二の薬理作用はエンドソームpHの上昇作用を通じて抗原提示を阻害することである。そのた多彩な作用機序が報告されている。皮膚エリテマトーデス、全身性エリテマトーデスの基本的治療薬であり海外では関節リウマチの治療薬でもある。
免疫調節薬であり他の免疫抑制剤のように易感染性を示さないのが特徴である。内服開始後、血中濃度が定常状態になるまで４ヶ月以上要するため効果発現はゆっくりである。血中半減期も40日と長い。投与初期の副作用としては消化器症状が多い。長期投与ではヒドロキシクロロキン網膜症に注意が必要である。その他の長期投与の副作用として神経障害、筋障害、心筋障害、皮膚の色素沈着などが知られている。
類似薬のクロロキンは腎炎の治療薬として1955年に販売されたが深刻な薬害を起こし、1974年に販売中止になった経緯がある。ヒドロキシクロロキンはクロロキンよりも網膜毒性が低いが網膜症のモニタリングが必要である。
併用注意薬としてはシクロスポリン、ジゴキシン、アミオダロン、モキシフロキサシン、抗てんかん薬などがあげられる。

### オピオイド
オピオイドの長期服用は白血球の移動を妨げて免疫抑制を引き起こすことがある。

## γ-グロブリン
一般には免疫賦活作用を期待して用いられる製剤であるが、川崎病 とギランバレー症候群では、しばしば投与され、免疫の正常化に寄与する。詳細な薬理作用はまだ研究途上にある。免疫グロブリン療法も参照のこと。

### その他の生理活性物質
FTY720は新しい合成免疫抑制剤である。これはリンパ球で、ある種のアドヒシン分子（α4/β7インテグリン）の発現を増加させたり機能を変化させたりするため、その結果リンパ球がリンパ系（リンパ節）に蓄積し、循環系内でのリンパ球数が減少する。この点で既知の免疫抑制剤とは全く異なり期待されたが、臓器移植については副作用発生（失明）により治験が打ち切られた。